# 라피타이

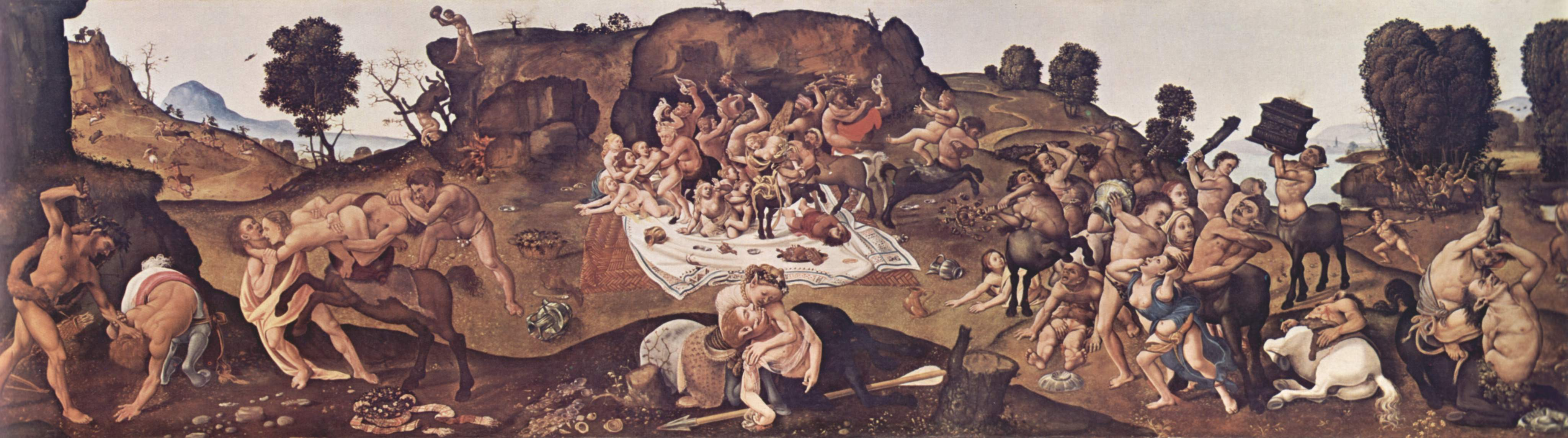
켄타우로마키아(라피타이와 켄타우로스의 싸움), 피에로 디 코지모, (1486년)작.

라피타이(고대 그리스어: Λαπίθαι)는 그리스 신화에 나오는 전설적인 부족의 이름으로 테살리아 지방의 펠레온 산 부근에 살았다고 전해진다. 계보적으로 이들은 켄타우로스들과 친족관계인것으로 알려졌는데 일설에는 이들과 켄타우로스는 아폴론과 요정 스틸베가 낳은 쌍둥이 형제라고도 한다.
호메로스의 《일리아스》에 의하면 라피타이인들은 트로이아 전쟁에 40척의 선단을 파견했다고 한다.

## 켄타우로스와의 싸움
라피타이인들에 대하여 가장 널리 알려진 이야기는 결혼식 피로연에서 벌어진 켄타우로스들과의 싸움이야기로 이 싸움은 흔히 켄타우로마키아라고 불린다.
라티아이의 왕 페이리토스는 히포다메이아와 결혼하는데 이 결혼식에 켄타우로스들도 초대되었다. 이때 켄타우로스들은 술을 먹고 그 야성이 갑자기 들어나와 자제력을 잃고 마는데 에우리티온이라는 켄타우로스는 신부 히포다메이아를 강간하려고 한다. 이에 격분한 라피타이인들은 켄타우로스들과 집단 싸움을 벌이게 되는데 이때 마침 결혼식에 초대받은 테세우스도 라피타이인들의 편에서 켄타우로스들을 격퇴한다. 결국 켄타우로스들은 라피타이족에게 패배하고 테살리아에서 쫓겨나고 만다.